# Ruée vers l'or de l'Idaho
La ruée vers l'or de l'Idaho est une des ruée vers l'or qui ont eu lieu aux États-Unis après la panique de 1857, événement qui avait fait flamber les cours de l'or. Elle débute en 1860 et monte en puissance dans les trois années suivantes puis est relancée dans les années 1880 et donnera lieu à une reconversion vers l'argent-métal. 

## Histoire

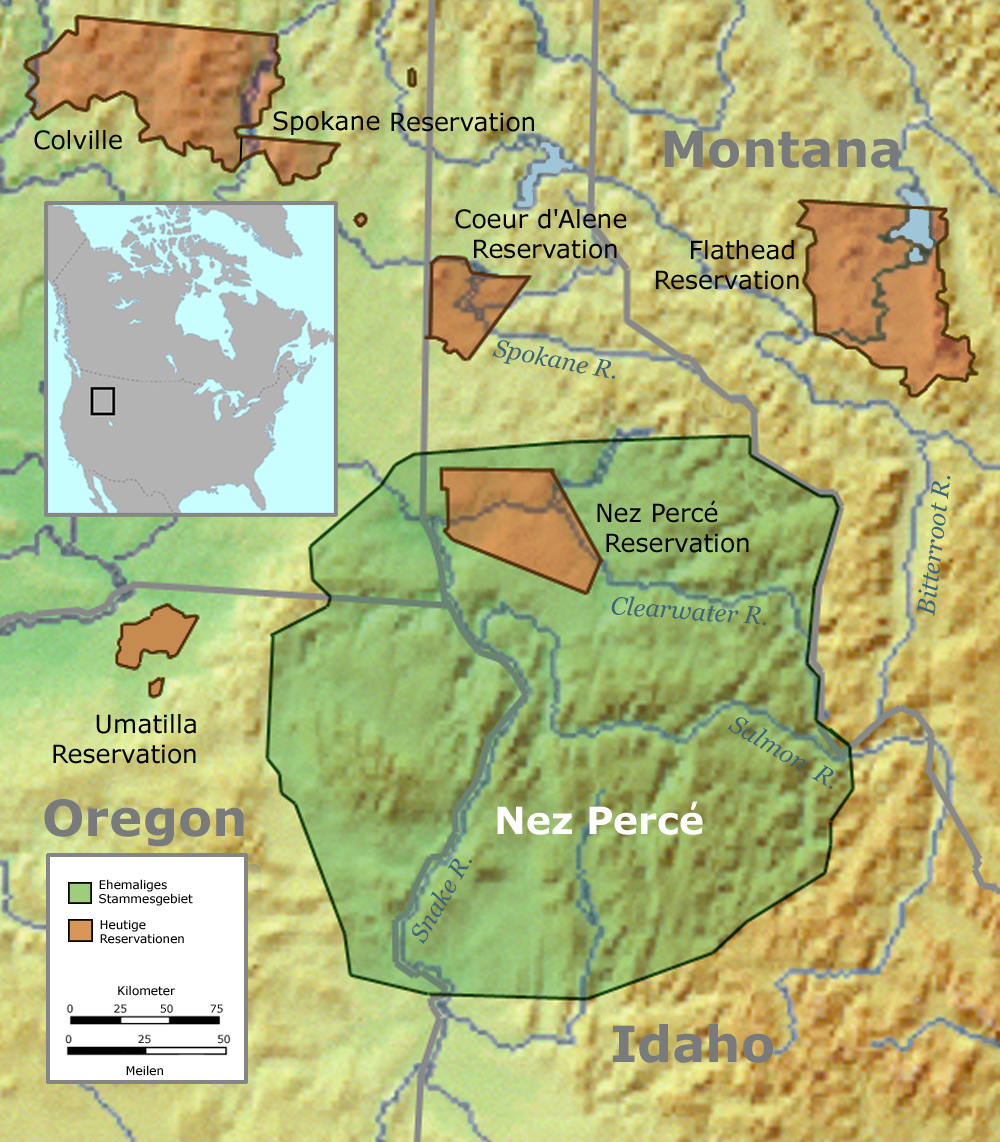
Territoire traditionnel des Nez-Percés (en vert).

En 1860, le territoire de l'Idaho reçoit la visite de dix prospecteurs menés par le Capitaine E.D. Pierce, qui pénètre dans la réserve des indiens Nez-Percés et cherche de l'or sans succès pendant un mois jusqu'à ce que Wilbur Bassett en trouve le long du Canal Gulch. En moins de six mois, 1 600 prospecteurs de partout dans l'ouest accourent, faisant de l'Idaho un des deux futurs États créés dans l'ouest. En 1862, ce sont 10 000 mineurs qui produisent plus de 600 000 dollars d'or par jour sur la base des cours modernes et découvrent le secteur d'extraction de l'or le plus significatif dans l'Idaho, le bassin Boise. En 1863, la population de la ville d'Idaho City est de 6 200 habitants, surpassant Portland comme la plus grande ville dans le Nord-Ouest.
Les mineurs de la ruée vers l'or de l'Idaho ont aussi opéré une reconversion vers l'argent-métal et les mines de plomb argentifère, tout en continuant à chercher et trouver de l'or. Dès les années 1860, une expédition militaire et scientifique menée par le capitaine John Mullan avait ouvert la « Mullan Road », entre le fort Walla Walla et le fleuve Columbia, jusqu'à Fort Benton, sur le Missouri, à travers l'Idaho et le Montana, un secteur autrefois exploré par la Mission jésuite du Sacré-Cœur auprès des Cœurs d'Alène. La découverte de plomb argentifère dans l'Idaho date de 1867, aux alentours d'Idaho City en 1871, puis dans le district de Wood River en 1873, et le comté d'Ada vers 1874. En 1881, plus au nord, Andrew Prichard trouve de l'or près de North Fork, le long de la rivière Coeur d'Alene, ce qui entraîne une migration des mineurs vers le nord, en utilisant le Northern Pacific Railroad. En 1882 environ 180 000 boisseaux de charbons sont produits sur place pour alimenter les usines d'affinage. En 1885, Noah Kellogg découvre la mine de Bunker Hill, qui produira de grandes quantités d'argent dans le secteur de Coeur d'Alene. Dans le nord de l'Idaho, à Canyon Creek, de l'argent est découvert à l'automne 1884, à la Tiger Mine, près de Burke. 
Grâce à une contribution majeure de la région de Coeur d'Alene, la production américaine de plomb a doublé entre 1889 et 1900, année où elle s'est élevée à 368 000 tonnes. L'industrie minière du plomb a continué à croître au XXe siècle, malgré le manque de découvertes majeures. La production a culminé à 628 000 tonnes en 1917, reculé au début des années 1920, avant de se stabiliser à un niveau moyen annuel d'environ 650 000 tonnes sur la période 1925-1929.

### Autres ruées vers l'or de la période 1858-1862
- Ruée vers l'or de Pikes Peak (1858)
- Ruée vers l'or du canyon du Fraser (1858)
- Comstock Lode (1859)
- Ruée vers l'or du Montana (1862)